# Безмер (Ямболская область)
Безмер (болг. Безмер) — село в Болгарии. Находится в Ямболской области, входит в общину Тунджа. Население составляет 1126 человек.

## Политическая ситуация
В местном кметстве Безмер, в состав которого входит Безмер, должность кмета (старосты) исполняет Иван Георгиев Иванов (независимый) по результатам выборов.
Кмет (мэр) общины Тунджа — Георги Стоянов Георгиев (коалиция в составе 2 партий: Болгарская социалистическая партия (БСП) и Болгарская социал-демократия (БСД)) по результатам выборов.